# 斯坦尼斯拉夫卡 (哈尔科夫州)
49°34′14″N 37°16′16″E / 49.57056°N 37.27111°E
斯坦尼斯拉夫卡（烏克蘭語：Станіславка）是位於烏克蘭東部的村莊，由哈爾科夫州庫皮揚斯克區的舍夫琴科韦市镇負責管轄。該村始建於1800年，面積0.26平方公里，海拔高度111米，2001年人口37，人口密度每平方公里142.3人。